# Barbara Lewis
Barbara Lewis (Salem, 9 febbraio 1943) è una cantante statunitense.

## Discografia parziale
Singoli
- Hello Stranger (1963)
- Straighten Up Your Heart (1963)
- Puppy Love (1964)
- Baby I'm Yours (1965)
- Make Me Your Baby (1965)
- Make Me Belong to You (1966)
- Don't Forget About Me (1966)